# Зимни олимпийски игри 2014
Двадесет и вторите олимпийски игри се провеждат от 7 до 23 февруари 2014 г. в Сочи, както и в сгт. Красная поляна, Краснодарски край, Русия.
Сочи е избран за домакин на игрите на 4 юли 2007 г. по време на 119-ата сесия на Международния олимпийски комитет в град Гватемала, Гватемала. За първи път Русия е домакин на зимна олимпиада. СССР е домакин на Летните олимпийски игри през 1980 г., проведени в Москва, Руска СФСР. Олимпиадата в Сочи е първата олимпиада в Русия след разпадането на СССР.
Олимпийският огън е запален на 29 септември 2013 г. в Олимпия, Гърция, а на 7 октомври от Москва започва щафетата с него, която посещава всичките 83 региона на Руската федерация и изминава 65 000 км, преди да финишира на 5 февруари 2014 г. в Сочи. Огънят достига Северния полюс, връх Елбрус, бива спуснат в езерото Байкал и бива изпратен в космоса.
7 страни правят своя дебют на зимни олимпийски игри: Доминика, Източен Тимор, Малта, Парагвай, Того, Тонга и Зимбабве.

## Кандидатури
Общо седем града се кандидатират за домакини на игрите: Сочи, Залцбург, Пьонгчанг, София, Хака, Алмати и Боржоми. На 22 юни 2006 г. президентът на МОК Жак Рох обявява имената на трите града кандидати, допуснати до следващия кръг на избора – Сочи, Залцбург и Пьонгчанг.
На сесията в Гватемала през 2007 г. при гласуването, в което вземат участие 97 представители на страните от МОК, след първия тур отпада австрийският град Залцбург. След втория тур побеждава кандидатурата на Сочи, печелейки срещу Пьонгчанг с 4 гласа (51 срещу 47).
| Град      | Държава    | 1 кръг | 2 кръг |
| Сочи      | Русия      | 34     | 51     |
| Пьонгчанг | Южна Корея | 36     | 47     |
| Залцбург  | Австрия    | 25     | —      |

## Съоръжения

### Олимпийски парк Сочи (Крайбрежен клъстер)
| Съоръжение                       | Спорт                            | Капацитет |
| -------------------------------- | -------------------------------- | --------- |
| Леден дворец „Болшой“            | Хокей на лед                     | 12 000    |
| Олимпийски стадион Фищ           | Церемония по откриване/закриване | 40 000    |
| Ледена арена „Шайба“             | Хокей на лед                     | 7000      |
| Кърлинг център „Леден куб“       | Кърлинг                          | 3000      |
| Адлер Арена                      | Бързо пързаляне с кънки          | 8000      |
| Зимен дворец на спорта „Айсберг“ | Фигурно пързаляне, Шорттрек      | 12 000    |
| Олимпийски площад                | Церемонии по награждаване        | -         |

### Красная поляна (Планински клъстер)
| Съоръжение                              | Спорт                                                | Капацитет                                |
| --------------------------------------- | ---------------------------------------------------- | ---------------------------------------- |
| Комплекс „Лаура“                        | Биатлон, Ски бягане, Северна комбинация (ски бягане) | 7500                                     |
| Парк за екстремни спортове „Роза Хутор“ | Ски свободен стил, Сноуборд                          | 4000 (ски свободен стил) 6250 (сноуборд) |
| Ски алпийски център „Роза Хутор“        | Ски алпийски дисциплини                              | 7500                                     |
| Ски шанца „Руские Горки“                | Северна комбинация (скокове), Ски скокове            | 7500                                     |
| Спортен комплекс „Санки“                | Бобслей, Скелетон, Спортни шейни                     | 5000                                     |

## Програма
|  | Церемония по откриването | ● | Състезателни дни | 1 | Финали | Г | Гала |  | Церемония по закриването |

| Февруари                | Февруари                | 6 Чет | 7 Пет | 8 Съб | 9 Нед | 10 Пон | 11 Вт | 12 Ср | 13 Чет | 14 Пет | 15 Съб | 16 Нед | 17 Пон | 18 Вт | 19 Ср | 20 Чет | 21 Пет | 22 Съб | 23 Нед | Финали |
| ----------------------- | ----------------------- | ----- | ----- | ----- | ----- | ------ | ----- | ----- | ------ | ------ | ------ | ------ | ------ | ----- | ----- | ------ | ------ | ------ | ------ | ------ |
| Церемонии               |                         |       |       |       |       |        |       |       |        |        |        |        |        |       |       |        |        |        |        |        |
| Биатлон                 | Биатлон                 |       |       | 1     | 1     | 1      | 1     |       | 1      | 1      |        |        | 1      | 1     | 1     |        | 1      | 1      |        | 11     |
| Бобслей                 | Бобслей                 |       |       |       |       |        |       |       |        |        |        | ●      | 1      | ●     | 1     |        |        | ●      | 1      | 3      |
| Бързо пързаляне с кънки | Бързо пързаляне с кънки |       |       | 1     | 1     | 1      | 1     | 1     | 1      |        | 1      | 1      |        | 1     | 1     |        | ●      | 2      |        | 12     |
| Кърлинг                 | Кърлинг                 |       |       |       |       | ●      | ●     | ●     | ●      | ●      | ●      | ●      | ●      | ●     | ●     | 1      | 1      |        |        | 2      |
| Северна комбинация      | Северна комбинация      |       |       |       |       |        |       | 1     |        |        |        |        |        | 1     |       | 1      |        |        |        | 3      |
| Скелетон                | Скелетон                |       |       |       |       |        |       |       | ●      | 1      | 1      |        |        |       |       |        |        |        |        | 2      |
| Ски алпийски дисциплини | Ски алпийски дисциплини |       |       |       | 1     | 1      |       | 1     |        | 1      | 1      | 1      |        | 1     | 1     |        | 1      | 1      |        | 10     |
| Ски бягане              | Ски бягане              |       |       | 1     | 1     |        | 2     |       | 1      | 1      | 1      | 1      |        |       | 2     |        |        | 1      | 1      | 12     |
| Ски свободен стил       | Ски свободен стил       | ●     |       | 1     |       | 1      | 1     |       | 1      | 1      |        |        | 1      | 1     |       | 2      | 1      |        |        | 10     |
| Ски скокове             | Ски скокове             |       |       | ●     | 1     |        | 1     |       |        | ●      | 1      |        | 1      |       |       |        |        |        |        | 4      |
| Сноуборд                | Сноуборд                | ●     |       | 1     | 1     |        | 1     | 1     |        |        |        | 1      |        | 1     | 2     |        |        | 2      |        | 10     |
| Спортни шейни           | Спортни шейни           |       |       | ●     | 1     | ●      | 1     | 1     | 1      |        |        |        |        |       |       |        |        |        |        | 4      |
| Фигурно пързаляне       | Фигурно пързаляне       | ●     |       | ●     | 1     |        | ●     | 1     | ●      | 1      |        | ●      | 1      |       | ●     | 1      |        | Г      |        | 5      |
| Хокей на лед            | Хокей на лед            |       |       | ●     | ●     | ●      | ●     | ●     | ●      | ●      | ●      | ●      | ●      | ●     | ●     | 1      | ●      | ●      | 1      | 2      |
| Шорттрек                | Шорттрек                |       |       |       |       | 1      |       |       | 1      |        | 2      |        |        | 1     |       |        | 3      |        |        | 8      |
| Февруари                | Февруари                | 6 Чет | 7 Пет | 8 Съб | 9 Нед | 10 Пон | 11 Вт | 12 Ср | 13 Чет | 14 Пет | 15 Съб | 16 Нед | 17 Пон | 18 Вт | 19 Ср | 20 Чет | 21 Пет | 22 Съб | 23 Нед | 98     |

## Церемонии

### Церемония по откриването
Олимпийският факел влиза в стадиона, носен от Мария Шарапова. Щафетата на стадиона включва Алина Кабаева, Елена Исинбаева и Александър Карелин. Олимпийският огън е запален от фигуристката Ирина Роднина и хокейния вратар Владислав Третяк.
По време на церемонията едно от петте, които трябва да прелетят над стадиона, а след това да се отворят и да оформят петте олимпийски кръга, не се отваря.
Олимпийските игри са официално открити от президента на Русия Владимир Путин.

## Спортове
В програмата на зимните олимпийски игри влизат 12 нови дисциплини – ски скокове за жени, халф-пайп свободен стил за мъже и за жени, смесена щафета по биатлон, отборна надпревара по спортни шейни, отборна надпревара по фигурно пързаляне, слоупстайл свободен стил за мъже и за жени, сноуборд слоупстайл за мъже и за жени и сноуборд паралелен слалом за мъже и за жени. По този начин броят на дисциплините достига 98 в 7 вида спорт (15 дисциплини).
Спортовете са под егидата на седем федерации. Това са федерациите по биатлон, бобслей и тобоган, кърлинг, ски, спортни шейни, пързаляне с кънки и хокей на лед.
Препратките в таблицата водят към страницата за съответния спорт на Олимпиадата в Сочи.
| спорт                   | брой състезания | за мъже | за жени |
| ----------------------- | --------------- | ------- | ------- |
| Биатлон*                | 11              | 5       | 5       |
| Бобслей                 | 3               | 2       | 1       |
| Бързо пързаляне с кънки | 12              | 6       | 6       |
| Кърлинг                 | 2               | 1       | 1       |
| Северна комбинация      | 3               | 3       | 0       |
| Скелетон                | 2               | 1       | 1       |
| Ски алпийски дисциплини | 10              | 5       | 5       |
| Ски бягане              | 12              | 6       | 6       |
| Ски свободен стил       | 10              | 5       | 5       |
| Ски скокове             | 4               | 3       | 1       |
| Сноуборд                | 10              | 5       | 5       |
| Спортни шейни*          | 4               | 2       | 1       |
| Фигурно пързаляне*      | 5               | 1       | 1       |
| Хокей на лед            | 2               | 1       | 1       |
| Шорттрек                | 8               | 4       | 4       |

* Във фигурното пързаляне се провеждат две състезания по двойки и едно отборно състезание; в биатлона и спортните шейни се провеждат смесени отборни състезания.

## Участие на България
На олимпиадата участват 18 български състезатели в шест спорта.
Знаменосец на българската група спортисти на церемонията по откриването на игрите е Мария Киркова.
| Български представители на Зимните олимпийски игри в Сочи 2014                               | Български представители на Зимните олимпийски игри в Сочи 2014 | Български представители на Зимните олимпийски игри в Сочи 2014         | Български представители на Зимните олимпийски игри в Сочи 2014 | Български представители на Зимните олимпийски игри в Сочи 2014 | Български представители на Зимните олимпийски игри в Сочи 2014 |
| Биатлон                                                                                      | Ски алпийски дисциплини                                        | Ски бягане                                                             | Ски скокове                                                    | Сноуборд                                                       | Спортни шейни                                                  |
| -------------------------------------------------------------------------------------------- | -------------------------------------------------------------- | ---------------------------------------------------------------------- | -------------------------------------------------------------- | -------------------------------------------------------------- | -------------------------------------------------------------- |
| Владимир Илиев Красимир Анев Иван Златев Мирослав Кенанов Михаил Клечеров Десислава Стоянова | Георги Георгиев Никола Чонгаров Стефан Присъдов Мария Киркова  | Андрей Гридин Веселин Цинзов Антония Григорова-Бургова Теодора Малчева | Владимир Зографски                                             | Александра Жекова Радослав Янков                               | Станислав Беньов                                               |

## Класиране по медали
Легенда
     Домакин (Русия)
| Място | Страна      | Злато | Сребро | Бронз | Общо |
| ----- | ----------- | ----- | ------ | ----- | ---- |
| 1     | Русия       | 13    | 11     | 9     | 33   |
| 2     | Норвегия    | 11    | 5      | 10    | 26   |
| 3     | Канада      | 10    | 10     | 5     | 25   |
| 4     | САЩ         | 9     | 7      | 12    | 28   |
| 5     | Нидерландия | 8     | 7      | 9     | 24   |
| 6     | Германия    | 8     | 6      | 5     | 19   |
| 7     | Швейцария   | 6     | 3      | 2     | 11   |
| 8     | Беларус     | 5     | 0      | 1     | 6    |
| 9     | Австрия     | 4     | 8      | 5     | 17   |
| 10    | Франция     | 4     | 4      | 7     | 15   |

България, очаквано, не взима медал на олимпиадата. Най-доброто представяне е на Александра Жекова, която остава 5-а в сноуборда.

## Участващи нации
Рекорден брой нации – 88, се класират за участие, подобрявайки рекорда от 82, поставен на предишната олимпиада във Ванкувър. Седем държави правят своя дебют на зимни олимпийски игри: Доминика, Източен Тимор, Малта, Парагвай, Того, Тонга и Зимбабве.
| Участващи нации | Участващи нации | Участващи нации | Участващи нации |
| --- | --- | --- | --- |
| - Австралия - Австрия - Азербайджан - Албания - Американски Вирджински острови - Андора - Аржентина - Армения - Беларус - Белгия - Бермудски острови - Босна и Херцеговина - Бразилия - Британски Вирджински острови - България - Великобритания - Венецуела - Германия - Грузия - Гърция - Дания - Доминика | - Естония - Зимбабве - Израел - Източен Тимор - Индия - Иран - Ирландия - Исландия - Испания - Италия - Казахстан - Кайманови острови - Канада - Кипър - Киргизстан - Китай - Латвия - Ливан - Литва - Лихтенщайн - Люксембург - Малта | - Мароко - Мексико - Молдова - Монако - Монголия - Непал - Нидерландия - Нова Зеландия - Норвегия - Пакистан - Парагвай - Перу - Полша - Португалия - Северна Македония - Румъния - Русия - Сан Марино - САЩ - Словакия - Словения - Сърбия | - Таджикистан - Тайван - Тайланд - Того - Тонга - Турция - Узбекистан - Украйна - Унгария - Филипини - Финландия - Франция - Хонконг - Хърватия - Черна гора - Чехия - Чили - Швейцария - Швеция - Южна Корея - Ямайка - Япония |

| Държави, участвали през 2010, но не през 2014.                                        | Държави, участващи през 2014, но не през 2010.                                                                                 | Държави, участващи през 2014, но не през 2010.         |
| ------------------------------------------------------------------------------------- | --- | ------------------------------------------------------ |
| - Алжир - Гана - Етиопия - Колумбия - Северна Корея - Сенегал - Република Южна Африка | - Американски Вирджински острови - Британски Вирджински острови - Венецуела - Доминика - Зимбабве - Източен Тимор - Люксембург | - Малта - Парагвай - Тайланд - Того - Тонга - Филипини |

## Отзиви
Преди началото на олимпийските игри основната тема на коментарите не са спортистите и спортните събития, а сигурността по време на провеждането им. Опасенията са породени от атентати във Волгоград през декември и опасността от терористичен удар. Държавният департамент на САЩ предупреждава гражданите си да бъдат бдителни по време на игрите.
Дни преди началото на Олимпиадата не са завършени хотелите за журналисти. Организации за защита на човешките права обръщат внимание на факта, че на поне 200 работници, участвали в строежите на олимпийските съоръжения, не са платени заплатите. Това е потвърдено и след проверка на МОК.

## Допинг
Първият спортист, уличен в употреба на допинг, е германската биатлонистка Ефи Захенбахер-Щеле. Вследствие на това резултатът ѝ от масовия старт на 12,5 km и резултатът на германската смесена щафета са заличени. Украинската ски бегачка Марина Лисогор, италианският бобслеист Уилям Фурлани и латвийският хокеист Виталийс Павловс също са дисквалифицирани и отстранени от игрите.